# Al filo del mañana
Al filo del mañana (título original en inglés: Edge of Tomorrow, cambiado después de su lanzamiento en DVD a Live. Die. Repeat; es decir, Vivir, morir, repetir; emulando las indicaciones de un entrenamiento) es una película de ciencia ficción dirigida por Doug Liman, estrenada el 30 de mayo de 2014 en 3D e IMAX y protagonizada por Tom Cruise y Emily Blunt.
Está inspirada en la novela ligera All You Need Is Kill de Hiroshi Sakurazaka.

## Sinopsis
Se sitúa en un futuro cercano, en el marco de una invasión extraterrestre a nuestro planeta, cuyo objetivo es exterminar a la especie humana. Ésta resiste con escaso éxito y las ciudades van cayendo una a una; la guerra ya lleva largo tiempo y en ese momento da comienzo la historia.
El protagonista es un oficial sin experiencia en combate, que es convocado al frente. El día que muere durante el combate queda atrapado en un bucle temporal, que lo hará resucitar constante e inevitablemente, reapareciendo una y otra vez en el mismo día antes de su muerte para luchar y volver a morir en la misma guerra.
Cada día que pasa, vuelve a morir; cada vez que despierta su objetivo es convertirse en un guerrero aún más letal capaz de detener la invasión extraterrestre. Tras numerosos intentos, se dará cuenta de que su misión es evitar el ataque, ya que la experiencia le demuestra que, una vez iniciada la conquista alienígena, la especie humana no tiene ninguna oportunidad de sobrevivir. El protagonista deberá ir cambiando los acontecimientos dentro del bucle en el que se encuentra atrapado para evitar el exterminio de la humanidad, la aniquilación de nuestro planeta y su incesante muerte. De esta forma, descubrirá la verdadera importancia de cada acto y sus consecuencias, y todo lo que ello esconde detrás.

## Argumento
En un futuro cercano, una raza de extraterrestres llamada "Imitadores" se ha apoderado de Europa continental. El general Brigham, jefe de las Fuerzas de Defensa Unidas de la humanidad, ordena al mayor William Cage (Tom Cruise), oficial de asuntos públicos y exejecutivo de publicidad, que cubra el combate en las playas de Francia durante el asalto del día siguiente a los imitadores. Cage se opone a la peligrosa misión y amenaza con usar sus habilidades de relaciones públicas para poner al público en contra de Brigham cuando las bajas comienzan a aumentar debido a la invasión, por lo que es arrestado y noqueado. Se despierta esposado en una base de operaciones avanzada en el aeropuerto de Heathrow y descubre que ha sido etiquetado como desertor y puesto en servicio de combate, como soldado raso, para la invasión de Francia bajo el mando del sargento mayor Farell.
La invasión es un desastre para los humanos. Cage logra matar a un Imitador grande, pero muere cuando lo rocían con su sangre ácida. Luego se despierta en Heathrow la mañana anterior. Nadie cree su historia de que sabe que la invasión fracasará. Repite el ciclo de morir en la playa y despertarse en Heathrow hasta que se encuentra con la sargento Rita Vrataski, quien reconoce su capacidad para anticipar eventos y le dice que la localice la próxima vez que "despierte".
Cage encuentra a Vrataski en Heathrow. Juntos se reúnen con el Dr. Carter, un ex científico del gobierno y experto en biología imitadora. Cage descubre que el tipo de Mimic que mató en su primer ciclo, un "Alfa", restablece el tiempo en el que muere para darles a los Imitadores una ventaja en la batalla. Cage heredó esta habilidad cuando fue rociado con la sangre del Alfa cuando ambos murieron. Vrataski tenía esta habilidad en una batalla anterior en Verdún, pero la perdió después de recibir una transfusión de sangre. Vrataski le dice a Cage que Omega quería que los humanos creyeran que podían ganar, por lo que le permitió a Vratasky ganar en Verdún, para que los humanos pusieran todo en su batalla en Francia y fueran derrotados. Ella le dice a Cage que deben cazar la mente colmena de los Imitadores, el Omega y hasta ese día Cage tiene que morir todos los días para restablecer el tiempo. Carter le dice a Cage que el Omega ha perdido el poder para restablecer el tiempo para Cage y lo estará buscando mentalmente. Cuando Omega encuentre a Cage, Cage comenzará a tener visiones de la ubicación de Omega.
En bucles sucesivos, Vrataski entrena a Cage para convertirlo en un soldado más eficaz. Después de desanimarse de estos bucles, viaja a Londres, allí se da cuenta y ve que los Imitadores estaban planeando invadir Londres durante la invasión de la playa. Él y Vrataski pasan varios circuitos aprendiendo cómo sobrevivir a la batalla en la playa y llegar tierra adentro basándose en su visión del Omega escondido en una presa de los Alpes bávaros. Después de que numerosos bucles terminan con la muerte de Vrataski, Cage decide cazar al Omega solo, abandonándola a ella y al resto de la invasión a la perdición en la playa. Cuando llega a la presa, descubre que el Omega no está allí. Se las arregla para suicidarse antes de que un Alfa pueda robarle la sangre y evitar que reinicie el día. De regreso en Heathrow, les dice a Vrataski y Carter que su visión fue un truco.
Cage y Vrataski adoptan un nuevo enfoque: se infiltran en el Ministerio de Defensa en busca de un prototipo construido por Carter que permitirá a Cage descubrir la verdadera ubicación del Omega. El dispositivo es un transpondedor que, una vez conectado a un Alfa, encuentra la ubicación del Omega. Después de varios bucles fallidos, obtienen el dispositivo del General Brigham, lo que revela que el Omega está ubicado debajo de la Pirámide del Louvre en París (Cage se clavó el dispositivo en la pierna para activar el prototipo, ya que ahora es un Alfa). Resultan heridos mientras huyen y ambos quedan inconscientes, por lo que Rita no puede matar a Cage esta vez cuando él resulta herido. La vida de Cage se salva gracias a una transfusión de sangre, pero le quita la capacidad de reiniciar el día.
Vrataski libera a Cage y regresan a Heathrow, donde convencen a su escuadrón para que ayude a destruir el Omega. El equipo recibe instrucciones de no matar al Alfa, ya que si matan a un Alfa, el Omega reiniciará el día y sabrá con anticipación el ataque del escuadrón al Louvre. Los otros miembros del escuadrón se sacrifican para llevar a Cage y Vrataski debajo del Louvre. Vrataski distrae a un Alfa que espera mientras Cage avanza hacia el Omega. El Alfa los mata a ambos, pero no antes de que Cage se prepare y arroje un cinturón de granadas en el núcleo del Omega, destruyéndolo y neutralizando a los otros Imitadores.
El cuerpo de Cage absorbe la sangre de Omega. Se despierta camino a su reunión con Brigham el día anterior. Brigham anuncia que la actividad de Mimic ha cesado tras una subida de tensión en París. Cage nunca es arrestado y va a Heathrow, donde encuentra a sus compañeros de escuadrón, incluido Farell. Ninguno de ellos lo reconoce y lo trata con respeto como a un oficial, ya que vuelve a ser Mayor. Conoce a Vrataski, quien tampoco lo reconoce. Ella le pregunta qué quiere, como lo había hecho muchas veces antes, y él sonríe y se ríe.

## Reparto

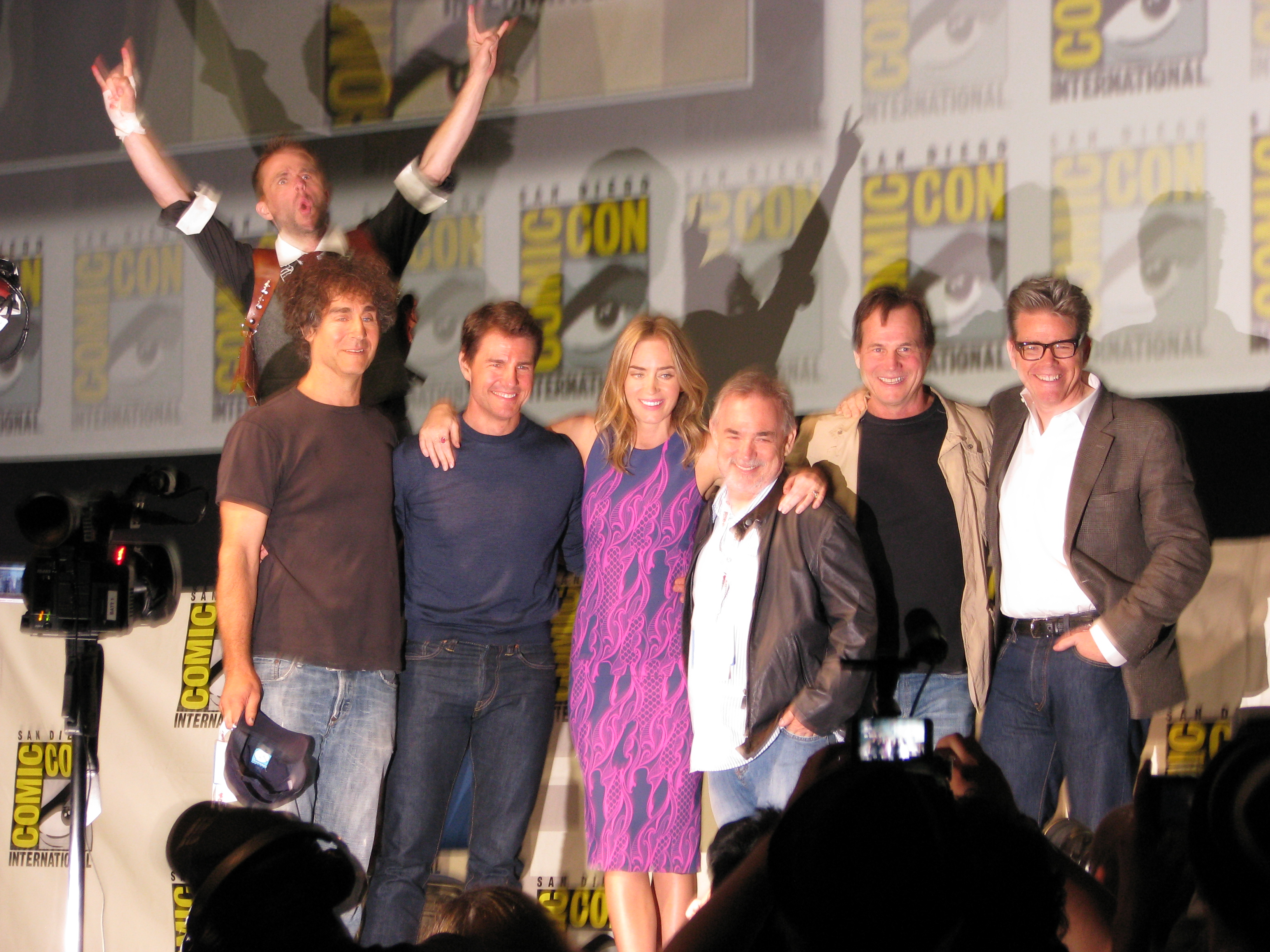
De izquierda a derecha, el director Doug Liman, Tom Cruise, Emily Blunt, el productor Erwin Stoff, Bill Paxton y el guionista Christopher McQuarrie.

- Tom Cruise como el mayor William "Bill" Cage.
- Emily Blunt como sargento Rita Vrataski[3]
- Bill Paxton[4] como el sargento mayor Farrell Bartolomé.
- Brendan Gleeson como el general Brigham.
- Noah Taylor como el Dr. Noah Carter.
- Kick Gurry como Griff.
- Dragomir Mrsic como Kuntz.[5]
- Charlotte Riley como Nance.[6]
- Jonas Armstrong como Skinner.
- Franz Drameh como Ford.
- Lara Pulver como Karen Lord.
- Marianne Jean-Baptiste como la doctora Whittle.
- Kidus Henok como Lewis.
- Jeremy Piven como el coronel Walter Marx.[7]
- Tony Way como Kimmel.
- Masayoshi Haneda como Takeda

## Rodaje

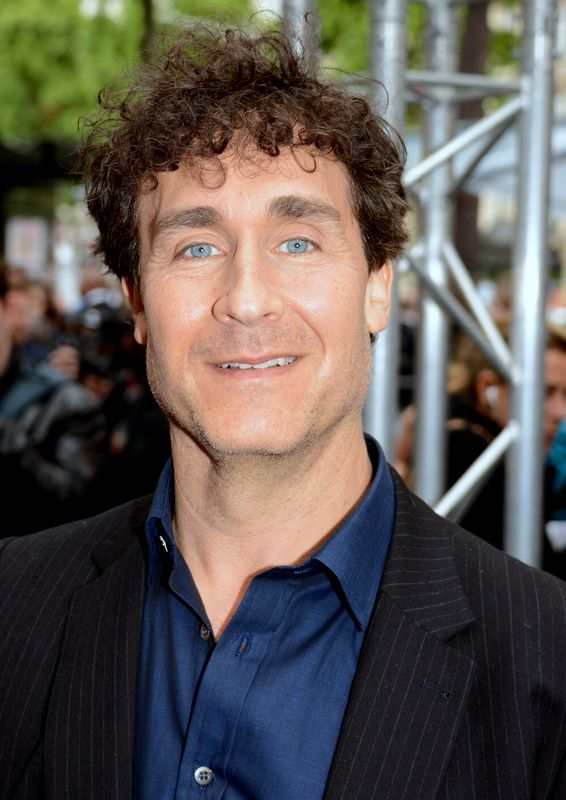
Doug Liman en París en el estreno francés de "Al filo del mañana".

La mayor parte se llevó a cabo en Leavesden Studios, cerca de Londres, los mismos en los que se rodó Harry Potter.
Aunque Liman intentó rodar la batalla de la playa en una playa real, al final se construyó una. La inspiración para esta escena fueron batallas históricas como la Invasión de Normandia y la Batalla de Dunkerque.

## Recepción

### Crítica
La película fue aclamada por la crítica, obteniendo una aprobación del 90 % en el sitio web Rotten Tomatoes, basada en 288 reseñas, y de parte de la audiencia obtuvo una aprobación del 90 %.

### Taquilla
Al filo del mañana recaudó 100 206 256 dólares en Estados Unidos y 270 335 000 en el resto del mundo. Sumando una recaudación total de $370.541.256 dólares en todo el mundo.